# استیو بوشل
استیو بوشل (انگلیسی: Steve Bushell؛ زادهٔ ۲۸ دسامبر ۱۹۷۲) بازیکن فوتبال اهل بریتانیا است.
از باشگاه‌هایی که در آن بازی کرده‌است می‌توان به باشگاه فوتبال برافورد پارک آونیو، باشگاه فوتبال یورک سیتی، باشگاه فوتبال آلترینچام، باشگاه فوتبال بلکپول، باشگاه فوتبال هاید، و باشگاه فوتبال استالی‌بریج سلتیک اشاره کرد.